# Baas

Vlajka strany

Strana Baas, celým českým názvem Socialistická strana arabské obrody (arabsky حزب البعث العربي الاشتراكي‎), byla založena v dubnu 1947 v Damašku jako arabské sekulární nacionalistické hnutí bojující proti koloniálním mocnostem. Stranu založil syrský křesťan Michel Aflak. Baas fungovala jako panarabská strana v Sýrii, kde zastávala nejsilnější pozici od roku 1963 až do svržení režimu v roce 2024; a dále existuje v Iráku, kde byla po americké invazi zakázána, a v Súdánu, Libanonu, Jemenu, Bahrajnu a v Mauritánii.
Ideologicky Baas kombinuje arabský socialismus, nacionalismus a panarabismus. V roce 1966 se strana z ideologických důvodů rozštěpila: zatímco syrská strana, tzv. regionalisté neboli Qotri, měla blíže k Sovětskému svazu, irácká větev, tzv. nacionalisté či Qawmi, udržovala nezávislé, tj. centristické postoje a v omezené míře spolupracovala se Spojenými státy. Obě strany si ponechaly původní název a udržovaly paralelní struktury v arabském světě.
Baas používá motto „Jednota, svoboda, socialismus.“, které je údajně inspirováno německým sociálně demokratickým sloganem. „Jednota“ symbolizuje sjednocení všech Arabů, „svoboda“ odkazuje na nezávislost a „socialismem“ je myšlena idea arabského socialismu, nikoliv však marxismu.

## Charakteristika

### Ideologie a politická filosofie
Strana Baas, stejně jako arabské nacionalistické hnutí, byla velmi ovlivněna evropskými mysliteli devatenáctého století a jejich romantickým nacionalismem a dále též francouzským levicovým hnutím pozitivistů, jako byl například Auguste Comte. Zakladatelé strany se s touto ideologií setkali při svých studiích na Sorbonně. Klíčový vliv měl filosof Johann Gottlieb Fichte.

### Struktura strany
Baas zorganizovala silně hierarchický systém stranických buněk z důvodu silných vládních represí. Existuje buňka, divize, regionální kongres, národní vedení atd. Tato organizace dopomohla vést straně silný odpor například po americké invazi v roce 2003.

## Strana Baas podle státu

### Sýrie
Po svržení vojenské diktatury a nastolení demokracie v roce 1954 se stala strana Baas populární masovou organizací se zastoupením v parlamentu. Oslovovala hlavně inteligenci, maloburžoazii a dělnickou třídu. Hlavním protivníkem se stala Syrská sociálně nacionální strana, jež chápe syrský nacionalismus jinak a odmítá panarabismus, a Syrská komunistická strana, která podporuje třídní boj a internacionalismus. Všechny tyto strany provozovaly kromě parlamentních soubojů i násilné akce v ulicích a snažily se o získání vlivu v armádě. Po dlouhém potýkání se s vnitrostranickými frakcemi nakonec Baas v roce 1958 podpořila Násirovu vizi Sjednocené arabské republiky. Následně strana řešila otázku, zda vstoupit do Násirovy Arabské socialistické unie, či ne. Úplně se znovu osamostatnila po vystoupení Sýrie ze sjednocené republiky. V roce 1963 provedla strana státní převrat a nastolila vládu Národní fronty a v témže roce se posunula ostře na levici politického spektra, což vedlo v roce 1966 k rozdělení syrské a irácké větve. Politický program syrské vlády se v následujících letech více vyvážil a byl obnoven velmi omezený politický pluralismus.

### Irák
V Iráku, kde začala působit až v roce 1954, se straně Baas zpočátku nedařilo nabýt významnějšího postavení, a její dopad tak byl velmi omezený. Posléze se jí nicméně podařilo vybudovat silnou stranickou organizaci, začala se profilovat silně antikomunisticky a požadovala připojení Iráku ke Sjednocené arabské republice. Poté, co byl v roce 1963 svržen plukovník Abd al-Karim Kásim a byl potlačen vliv komunistů, přišla strana Baas k moci, nicméně zanedlouho byla z vlády vytlačena. Po pěti letech v opozici se v roce 1968 pokusili nacionalisté o nový puč a s pomocí armády uspěli. V roce 1979 se stal prezidentem Saddám Husajn, který budoval silný kult osobnosti a proslavil se násilím páchaným na příslušnících kurdské menšiny a politické opozice. Oproti původně proklamovanému sekularismu přešli iráčtí baasisté k podpoře sunnitského islamismu. Na mezinárodní úrovni vyvolala Husajnova vláda několik konfliktů, například irácko-íránskou válku nebo válku v Zálivu. Americká invaze zapříčinila konec baasistického režimu i zákaz strany.

### V ostatních státech
V Libanonu strana kooperuje s prosyrskými stranami v rámci Aliance 8. března. V rámci Palestinské autonomie existují dvě strany: dříve proirácká Arabská osvobozenecká fronta a prosyrská Sa'ika. Pobočky Baas s různým ideologickým zabarvením existují ještě v dalších státech.